# Isabella in Schwarz
Isabella in Schwarz (auch Schwarze Isabella oder Portrait Isabella d’Este genannt) ist ein Frauenportrait von Tizian. Es ist datierbar in die 1530er Jahre und befindet sich im Kunsthistorischen Museum in Wien. Künstler und Datierung sind unbestritten, über die dargestellte Person gibt es (außerhalb der Museumsdokumentation) wiederholt Zweifel.

## Beschreibung
Abgebildet ist eine junge Frau als Halbfigur in einem Stuhl mit Armlehne vor einem dunklen Hintergrund. Sie schaut starr leicht nach links. Personenmerkmale sind hellblonde Locken, (seltene) hellgraue Augen, flache Augenbrauen und Stupsnase. Auf dem Kopf trägt sie einen Balzo (eine modische Erfindung von Isabella d’Este (ab 1509), die in den 1530er Jahren in Norditalien weit verbreitet war). Ihre Kleidung ist dunkel, Ärmel grün mit Mustern, goldverzierte Bluse und zusätzlich ein Pelz (wahrscheinlich Luchs). Die Leinwand gilt als links und rechts beschnitten.

## Geschichte
Das Bild gelangte aus der Sammlung der Gonzaga in Mantua in die Sammlung von Erzherzog Leopold Wilhelm, in der es 1659 im Inventar als Caterina Cornaro („Königin von Zypern“) gelistet ist.
Ein Kupferstich einer Kopie des Bildes zeigt eine Inschrift E Titiani prototypo P. P. Rubens exc. Isabella Estensis Francisisci Gonzagae March. Matovae uxor. Diese Inschrift ist allerdings drei bis vier Generationen später und damit unsicher (vgl. barocke Fehlidentifizierung „Königin von Zypern“).
Aufgrund dieser späteren Inschrift ordnete Cavalcaselle das Bild einem durch Briefe überlieferten Auftrag von der 60-jährigen Isabella d’Este an Tizian zu: Dieser sollte 1534 ihr Porträt anhand eines (heute als verschollen geltenden) Porträts von Francesco Francia 1511 malen. Das 1536 fertige Porträt kommentierte Isabella mit „Das Bildnis Tizians gefällt uns derartig, dass wir zweifeln in dem Alter, in dem es uns zeigt, von der Schönheit gewesen zu sein, die es beinhaltet“. Anzumerken ist, dass bereits die verschollene Francia-Vorlage 25 Jahre vorher in absentia anhand mündlicher Beschreibungen und einer fremden Zeichnung erfolgte. Und für die Zeichnung wird Leonardo da Vinci 1500 angenommen, d. h. auch damals bereits eine elf Jahre ältere Vorlage. Isabella wollte offensichtlich jugendlich und als (ex-)Schönheit in Erinnerung gehalten werden. Tizians Porträt Isabella in Rot, das sie älter zeigt (heute nur durch eine Rubens-Kopie im selben Museum überliefert), hatte ihr daher wahrscheinlich nicht gefallen, weshalb dieser zweite Auftrag vermutet wird.
Gegen diese Zuordnung und gegen die Benennung als Idealisierung von Isabella d’Este opponierten in den 1930er Jahren Wilhelm Suida und Leandro Ozzola und die Fachwelt galt nur als über Maler und Datierung einig. Im Katalog der Wiener Isabella d’Este-Ausstellung (1994) wurde dann das Bild als „von der Hand Tizians, des ‚größten Portraitmalers aller Zeiten‘, als das sie eindeutig wiedergebende Bildnis“ vermarktet. Die wissenschaftliche Ausstellungskritik dokumentierte erneut Zweifel: „Aber warum, wenn so professionell mit einem Face-Lift beauftragt, sollte Tizian die Leinwand so unverschämt bearbeitet haben?“

## Identifizierung des Modells

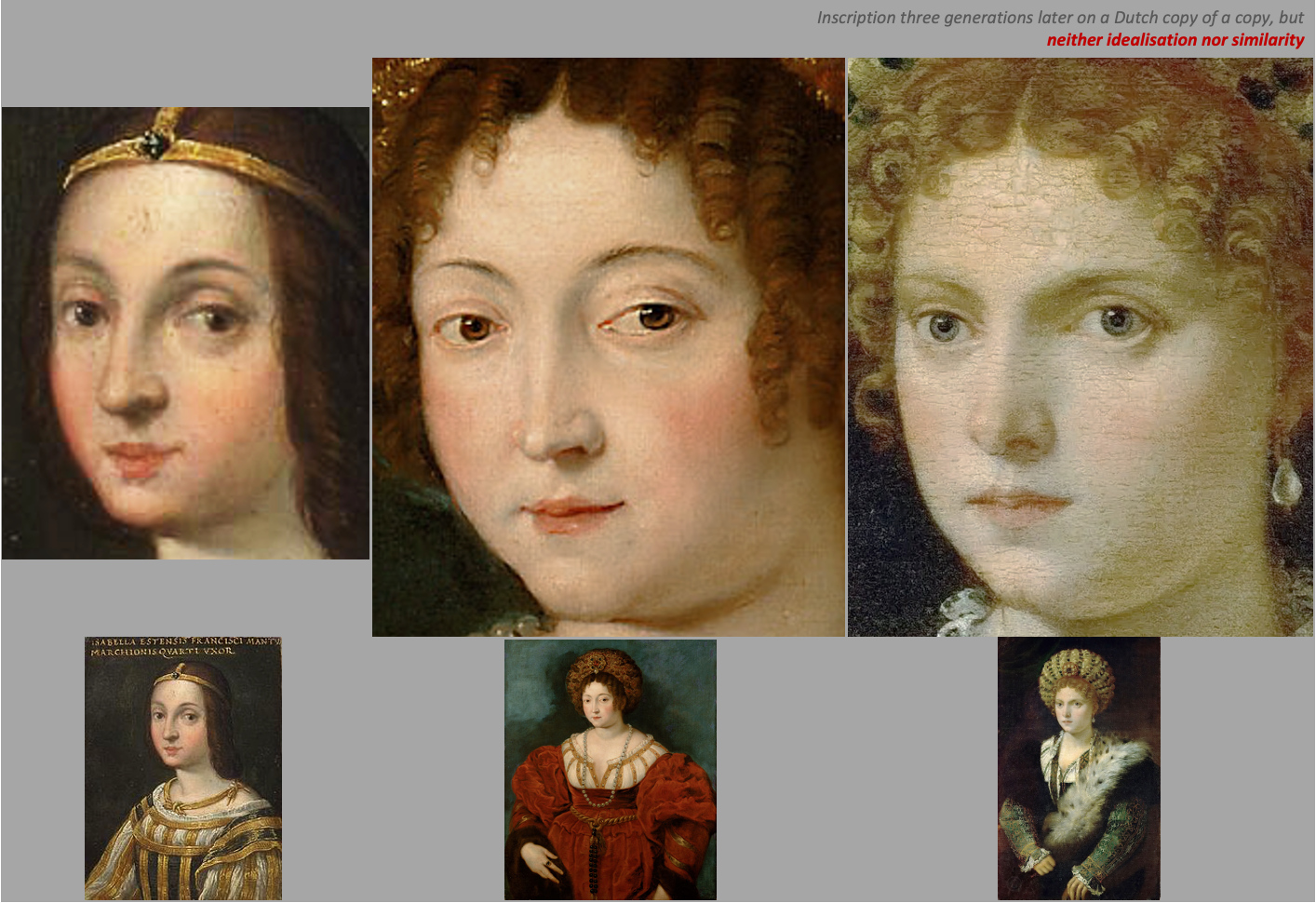
Die drei farbigen Porträts Isabella d’Este im KHM Wien — vielleicht inklusive Verwechslung?

Die Identifizierung von Isabella in Schwarz ist unsicher. Trotzdem wird das Bild als ‚Isabella d’Este‘ z. B. in Büchern meist verbreitet, wahrscheinlich da es sich um ein Tizian-Original handelt (und die restlichen farbigen Identifikationen nur Kopien sind).
Isabella d’Este war als Prima donna del Mondo und Mode-Ikone so berühmt, dass Adelige darum baten, ihre Kleidung kopieren zu dürfen. Nach ihrem Tod wurden Darstellungen mit Balzo pauschal als Isabella identifiziert (bzw. vermarktet). Ende des letzten Jahrhunderts wurden aufgrund resultierender Widersprüche alle farbigen Identifizierungen zurückgezogen.
Ausnahmen sind drei Porträts im Kunsthistorisches Museum, die weiterhin widersprüchlich sind (siehe Graphik rechts):
- Ambras Miniatur[14] (anonyme Mantuaner Kopie 16. Jh., mit Inschrift „Isabella Estensis“),
- Isabella in Rot (Kopie von Rubens ca. 1606 nach einem verschollenen Original von Tizian ca. 1524–36) und
- Isabella in Schwarz (Tizian 1536).

Diskussionspunkte der Identifizierung der Isabella in Schwarz sind fehlende Ähnlichkeiten und fehlende Schönheitsidealisierung. Gleichzeitig zeigt Isabellas Nachfolgerin Margherita Paleologa, von der auch ein Auftrag an Tizian 1531 dokumentiert ist, passende Personenmerkmale (inkl. starrem Gesichtsausdruck).
Leandro Ozzola veröffentlichte alternativ als Tizians Porträt (bzw. Idealisierung 1534–1536 nach Francesco Francia) La Bella in der Galleria Palatina in Florenz.

## Nachweise
1. ↑  In der Renaissance-Symbolsprache gilt die Armlehne den aktuellen Herrschern vorbehalten, siehe z. B. Andrea Mantegnas Fresko Der Hof der Gonzaga im Palazzo Ducale (Mantua).
2. ↑  Ferino (1994), S. 112.
3. ↑  Valcanover (1969), S. 108.
4. ↑  Lucas Vorsterman nach einer Rubens-Kopie des Tizian Originals, siehe Valcanover (1969), S. 108-
5. ↑  Valcanover (1969), S. 108.
6. ↑  Alessandro Luzio: Arte Retrospettiva: I ritratti d’Isabella d’Este. In: Emporium. Vol. XI, Nr. 66, 1900, S. 432. (italienisch)
7. ↑  Bruce Cole: Titian and the Idea of Originality in: The Craft of Art, 1995, Uni. of Georgia Press, S. 100
8. ↑  Valcanover (1969), S. 108.
9. ↑  Ferino-Pagden (1994), S. 111.
10. ↑  Jennifer Fletcher: Isabella d’Este, Vienna. In: The Burlington Magazine. 136, 1994, S. 399.
11. ↑  Selbst die Königin von Frankreich bat sie um eine Puppe, die genau wie sie gekleidet sein sollte, siehe Ferino-Pagden (1994), S. 112.
12. ↑  Siehe z. B.:
  - Royal Collection, London (RCIN 405777): Giulio Romano, Margherita Paleologa (1531) – Abbildung
  - Eremitage, St. Petersburg (INV ГЭ-70): Paris Bordone Mutter mit Sohn (1530er) – Abbildung
  - Pinacoteca del Castello Sforzesco, Mailand (inv. 28): Bernardino Licinio Dama che regge un ritratto di figura maschile (1525-30) – Abbildung
  - Royal Collection, London (RCIN 405762): Lorenzo Costa, Portrait of a Lady with a Lapdog (ca. 1500–05) – Abbildung
  - Currier Museum of Art, Manchester (inv. 1947.4): Lorenzo Costa‚ Portrait of a Woman (1506–10) – Abbildung
  - Louvre, Paris (Inv. 894): Giovanni Francesco Caroto, Portrait de femme (ca. 1505–10) – Abbildung
13. ↑  KHM Wien: Inv GG 5081, Inv GG 1534, Inv. GG 83.
14. ↑  Abbildung
15. ↑  Lisa Zeitz: Tizian, teurer Freund – Tizian und Federico Gonzaga, Kunstpatronage in Mantua im 16. Jahrhundert. Petersberg 2000, S. 194.
16. ↑  Leandro Ozzola: Isabella d’Este e Tiziano. In: Bolletino d’Arte del Ministero della pubblica istruzione. Nr. 11, 1931, S. 491–494 (Digitalisat).